# Qualifications des épreuves de badminton aux Jeux olympiques d'été de 2020
Cet article détaille la phase de qualification pour le badminton aux Jeux olympiques d'été de 2020.
La période de qualification olympique a lieu entre le 29 avril 2019 et le 25 avril 2021. Elle a été prolongée en raison du report d'un an des Jeux olympiques à cause de la pandémie de Covid-19. Le classement de la Fédération mondiale de badminton (BWF), dont la publication est prévue pour le 15 juin 2021, servira à attribuer les places. Les nations peuvent inscrire un maximum de deux joueurs chacun en simples hommes et dames, si les deux sont classés dans le top 16 mondial. Sinon, un quota est octroyé jusqu'à ce que la liste des 38 joueurs en simples soit complétée. Des règles similaires s'appliquent également aux doubles, les comités nationaux olympiques (CNO) pouvant inscrire un maximum de deux paires si les deux sont classées dans les huit premières, tandis que les CNO restants ont droit à un quota jusqu'à ce que le total de 16 paires soit atteint.
Les règles complètes de qualification pour le badminton sont disponibles sur le site de la BWF.

## Critères de qualification
La qualification pour le tournoi olympique est basée sur le classement de la Fédération mondiale de badminton (BWF) qui est publié le 30 avril 2020, avec un total de 16 paires dans chaque épreuve de double et une allocation initiale de 38 joueurs dans chaque épreuve de simple selon les critères suivants :
- En simples :
  - Classement 1 à 16 : les joueurs sont pris à tour de rôle. Un CNO peut inscrire un maximum de deux joueurs, à condition que les deux soient classés dans les 16 premiers.
  - Classement 17 et plus : les joueurs sont pris à tour de rôle. Un CNO peut inscrire un maximum d'un joueur.
- En double :
  - Classements 1 à 8 : les paires sont prises à tour de rôle. Un CNO peut inscrire un maximum de deux paires, à condition que les deux paires soient classées dans le top 8.
  - Classements 9 et plus : les paires sont prises à tour de rôle. Un CNO peut inscrire un maximum de une paire[1].

Chacune des cinq confédérations continentales se voit garantir au moins un quota pour chaque épreuve de simple et de double (on parle alors de représentation continentale). Si cela n'a pas été satisfait par la méthode de sélection décrite ci-dessus, le joueur ou la paire la mieux classée du continent respectif est qualifiée. Un CNO peut qualifier des joueurs ou des paires dans un maximum de deux épreuves par le biais du système de représentation continentale. Si un CNO se qualifie pour plus de deux épreuves par le biais du système de la représentation continentale, le CNO doit choisir celui qui est qualifié et la place refusée est attribuée au joueur ou à la paire éligible du prochain CNO.
Le Japon, pays hôte, est autorisé à inscrire un joueur et une joueuse dans les tournois de simples hommes et dames, mais plus de deux joueurs peuvent être autorisés s'ils respectent les règles de qualification. De plus, six quotas sont mis à la disposition des CNO éligibles dans le cadre de l’invitation de la commission tripartite, dont trois en simples hommes et dames. Les invitations de la commission tripartite comptent pour le système de représentation continentale.
Pour tout joueur qui se qualifie à la fois en double et en simple, une place inutilisée est attribuée au meilleur athlète éligible suivant.

## Répartition globale des places
| CNO              | Hommes | Hommes | Dames  | Dames  | Mixte | Total  | Total    |
| CNO              | Simple | Double | Simple | Double | Mixte | Quotas | Athlètes |
| ---------------- | ------ | ------ | ------ | ------ | ----- | ------ | -------- |
| Australie        |        |        | 1      | 1      | 1     | 3      | 4        |
| Autriche         | 1      |        |        |        |       | 1      | 1        |
| Azerbaïdjan      | 1      |        |        |        |       | 1      | 1        |
| Belgique         |        |        | 1      |        |       | 1      | 1        |
| Brésil           | 1      |        | 1      |        |       | 2      | 2        |
| Bulgarie         |        |        | 1      | 1      |       | 2      | 3        |
| Canada           | 1      | 1      | 1      | 1      | 1     | 5      | 8        |
| Chine            | 2      | 1      | 2      | 2      | 2     | 9      | 14       |
| Danemark         | 2      | 1      | 1      | 1      | 1     | 6      | 9        |
| Égypte           |        |        |        | 1      | 1     | 2      | 3        |
| Estonie          | 1      |        | 1      |        |       | 2      | 2        |
| Finlande         | 1      |        | 1      |        |       | 2      | 2        |
| France           | 1      |        | 1      |        | 1     | 3      | 4        |
| Allemagne        | 1      | 1      | 1      |        | 1     | 4      | 5        |
| Grande-Bretagne  | 1      | 1      | 1      | 1      | 1     | 5      | 6        |
| Guatemala        | 1      |        |        |        |       | 1      | 1        |
| Hong Kong        | 1      |        | 1      |        | 1     | 3      | 4        |
| Hongrie          | 1      |        | 1      |        |       | 2      | 2        |
| Inde             | 1      | 1      | 1      |        |       | 3      | 4        |
| Indonésie        | 2      | 2      | 1      | 1      | 1     | 7      | 11       |
| Irlande          | 1      |        |        |        |       | 1      | 1        |
| Israël           | 1      |        | 1      |        |       | 2      | 2        |
| Japon            | 2      | 2      | 2      | 2      | 1     | 9      | 13       |
| Malaisie         | 1      | 1      | 1      | 1      | 1     | 5      | 8        |
| Maldives         |        |        | 1      |        |       | 1      | 1        |
| Malte            | 1      |        |        |        |       | 1      | 1        |
| Maurice          | 1      |        |        |        |       | 1      | 1        |
| Mexique          | 1      |        | 1      |        |       | 2      | 2        |
| Birmanie         |        |        | 1      |        |       | 1      | 1        |
| Pays-Bas         | 1      | 1      | 1      | 1      | 1     | 5      | 6        |
| Nouvelle-Zélande | 1      |        |        |        |       | 1      | 1        |
| Nigeria          |        |        | 1      |        | 1     | 2      | 3        |
| Pakistan         |        |        | 1      |        |       | 1      | 1        |
| Pérou            |        |        | 1      |        |       | 1      | 1        |
| EOR              | 1      |        |        |        |       | 1      | 1        |
| ROC              | 1      | 1      | 1      |        |       | 3      | 4        |
| Singapour        | 1      |        | 1      |        |       | 2      | 2        |
| Slovaquie        |        |        | 1      |        |       | 1      | 1        |
| Corée du Sud     | 1      | 1      | 2      | 2      | 1     | 7      | 10       |
| Espagne          | 1      |        |        |        |       | 1      | 1        |
| Sri Lanka        | 1      |        |        |        |       | 1      | 1        |
| Suriname         | 1      |        |        |        |       | 1      | 1        |
| Suède            | 1      |        |        |        |       | 1      | 1        |
| Suisse           |        |        | 1      |        |       | 1      | 1        |
| Taipei chinois   | 2      | 1      | 1      |        |       | 4      | 5        |
| Thaïlande        | 1      |        | 2      | 1      | 1     | 5      | 7        |
| Turquie          | 1      |        | 1      |        |       | 2      | 2        |
| Ukraine          | 1      |        | 1      |        |       | 2      | 2        |
| États-Unis       | 1      |        | 1      |        |       | 2      | 2        |
| Viêt Nam         | 1      |        | 1      |        |       | 2      | 2        |
| Total : 50 CNO   | 44     | 16     | 41     | 16     | 16    | 132    | 171      |

## Classements mondiaux
Les tableaux ci-après sont basés sur le classement mondial paru le 18 mai 2021.
| RQ | CM  | Joueur                   | Pays             | Commentaire                    |
| -- | --- | ------------------------ | ---------------- | ------------------------------ |
| 1  | 1   | Kento Momota             | Japon            | Place continentale : Asie      |
| 2  | 2   | Chou Tien-chen           | Taipei chinois   |                                |
| 3  | 3   | Anders Antonsen          | Danemark         | Place continentale : Europe    |
| 4  | 4   | Viktor Axelsen           | Danemark         |                                |
| 5  | 5   | Anthony Sinisuka Ginting | Indonésie        |                                |
| 6  | 6   | Chen Long                | Chine            |                                |
| 7  | 7   | Jonatan Christie         | Indonésie        |                                |
| 8  | 8   | Ng Ka Long               | Hong Kong        |                                |
| 9  | 9   | Lee Zii Jia              | Malaisie         |                                |
| 10 | 10  | Wang Tzu-wei             | Taipei chinois   |                                |
| 11 | 11  | Shi Yuqi                 | Chine            |                                |
| 12 | 12  | Kanta Tsuneyama          | Japon            |                                |
| 13 | 13  | B. Sai Praneeth          | Inde             |                                |
| 14 | 14  | Kantaphon Wangcharoen    | Thaïlande        |                                |
| 15 | 31  | Heo Kwang-hee            | Corée du Sud     |                                |
| 16 | 34  | Brice Leverdez           | France           |                                |
| 17 | 35  | Mark Caljouw             | Pays-Bas         |                                |
| 18 | 36  | Loh Kean Yew             | Singapour        |                                |
| 19 | 43  | Brian Yang               | Canada           | Place continentale : Amériques |
| 20 | 44  | Pablo Abián              | Espagne          |                                |
| 21 | 45  | Misha Zilberman          | Israël           |                                |
| 22 | 49  | Ygor Coelho de Oliveira  | Brésil           |                                |
| 23 | 52  | Toby Penty               | Grande-Bretagne  |                                |
| 24 | 53  | Felix Burestedt          | Suède            |                                |
| 25 | 58  | Kevin Cordón             | Guatemala        |                                |
| 26 | 60  | Nhat Nguyen              | Irlande          |                                |
| 27 | 63  | Lino Muñoz               | Mexique          |                                |
| 28 | 64  | Kalle Koljonen           | Finlande         |                                |
| 29 | 67  | Sergey Sirant            | ROC              |                                |
| 30 | 68  | Kai Schäfer              | Allemagne        |                                |
| 31 | 69  | Ade Resky Dwicahyo       | Azerbaïdjan      |                                |
| 32 | 71  | Nguyễn Tiến Minh         | Viêt Nam         |                                |
| 33 | 78  | Georges Paul             | Maurice          | Place continentale : Afrique   |
| 34 | 79  | Raul Must                | Estonie          |                                |
| 35 | 103 | Abhinav Manota           | Nouvelle-Zélande | Place continentale : Océanie   |
| 36 | 99  | Niluka Karunaratne       | Sri Lanka        | Invitation                     |
| 37 | 266 | Sören Opti               | Suriname         | Invitation                     |
| 38 | 332 | Matthew Abela            | Malte            | Invitation                     |
| 39 | 82  | Luka Wraber              | Autriche         | Réattribution                  |
| 40 | 84  | Artem Pochtarov          | Ukraine          | Réattribution                  |
| 41 | 89  | Timothy Lam              | États-Unis       | Réattribution                  |
| 42 | 91  | Gergely Krausz           | Hongrie          | Réattribution                  |
| 43 | 94  | Emre Lale                | Turquie          | Réattribution                  |
| 44 | 170 | Aram Mahmoud             | EOR              | Invitation                     |

| RQ | CM  | Joueuse                        | Pays            | Commentaire                           |
| -- | --- | ------------------------------ | --------------- | ------------------------------------- |
| 1  | 1   | Chen Yufei                     | Chine           | Place continentale : Asie             |
| 2  | 2   | Tai Tzu-ying                   | Taipei chinois  |                                       |
| 3  | 3   | Nozomi Okuhara                 | Japon           |                                       |
| —  | 4   | Carolina Marín                 | Espagne         | Place continentale : Europe (Forfait) |
| 4  | 5   | Akane Yamaguchi                | Japon           |                                       |
| 5  | 6   | Ratchanok Intanon              | Thaïlande       |                                       |
| 6  | 7   | Pusarla Venkata Sindhu         | Inde            |                                       |
| 7  | 8   | An Se-young                    | Corée du Sud    |                                       |
| 8  | 9   | He Bingjiao                    | Chine           |                                       |
| 9  | 10  | Michelle Li                    | Canada          | Place continentale : Amériques        |
| 10 | 12  | Busanan Ongbamrungphan         | Thaïlande       |                                       |
| 11 | 14  | Beiwen Zhang                   | États-Unis      |                                       |
| 12 | 16  | Kim Ga-eun                     | Corée du Sud    |                                       |
| 13 | 18  | Mia Blichfeldt                 | Danemark        |                                       |
| 14 | 20  | Gregoria Mariska Tunjung       | Indonésie       |                                       |
| 15 | 23  | Evgeniya Kosetskaya            | ROC             |                                       |
| 16 | 25  | Yeo Jia Min                    | Singapour       |                                       |
| 17 | 26  | Kirsty Gilmour                 | Grande-Bretagne |                                       |
| 18 | 27  | Soniia Cheah Su Ya             | Malaisie        |                                       |
| 19 | 29  | Neslihan Yiğit                 | Turquie         |                                       |
| 20 | 34  | Cheung Ngan Yi                 | Hong Kong       |                                       |
| 21 | 37  | Qi Xuefei                      | France          |                                       |
| 22 | 41  | Yvonne Li                      | Allemagne       |                                       |
| 23 | 42  | Lianne Tan                     | Belgique        |                                       |
| 24 | 47  | Nguyễn Thùy Linh               | Viêt Nam        |                                       |
| 25 | 50  | Sabrina Jaquet                 | Suisse          |                                       |
| 26 | 52  | Ksenia Polikarpova             | Israël          |                                       |
| 27 | 54  | Kristin Kuuba                  | Estonie         |                                       |
| 28 | 56  | Thet Htar Thuzar               | Birmanie        |                                       |
| 29 | 58  | Soraya de Visch Eijbergen      | Pays-Bas        |                                       |
| 30 | 61  | Laura Sárosi                   | Hongrie         |                                       |
| 31 | 62  | Linda Zetchiri                 | Bulgarie        |                                       |
| 32 | 63  | Chen Hsuan-yu                  | Australie       | Place continentale : Océanie          |
| —  | 67  | Jordan Hart                    | Pologne         | Inéligible                            |
| 33 | 68  | Airi Mikkelä                   | Finlande        |                                       |
| 34 | 69  | Fabiana Silva                  | Brésil          | Réaffectation                         |
| 35 | 71  | Dorcas Ajoke Adesokan          | Nigeria         | Place continentale : Afrique          |
| 36 | 121 | Mahoor Shahzad                 | Pakistan        | Invitation                            |
| 37 | 221 | Fathimath Nabaaha Abdul Razzaq | Maldives        | Invitation                            |
| 38 | 70  | Daniela Macías                 | Pérou           | Réattribution                         |
| 39 | 72  | Martina Repiská                | Slovaquie       | Réattribution                         |
| 40 | 76  | Haramara Gaitan                | Mexique         | Réattribution                         |
| 41 | 83  | Marija Ulitina                 | Ukraine         | Réattribution                         |

| RQ | CM | Joueurs                  | Pays            | Commentaire                    |
| -- | -- | ------------------------ | --------------- | ------------------------------ |
| 1  | 1  | Marcus Fernaldi Gideon   | Indonésie       | Place continentale : Asie      |
| 1  | 1  | Kevin Sanjaya Sukamuljo  | Indonésie       | Place continentale : Asie      |
| 2  | 2  | Mohammad Ahsan           | Indonésie       |                                |
| 2  | 2  | Hendra Setiawan          | Indonésie       |                                |
| 3  | 3  | Li Junhui                | Chine           |                                |
| 3  | 3  | Liu Yuchen               | Chine           |                                |
| 4  | 4  | Hiroyuki Endo            | Japon           |                                |
| 4  | 4  | Yuta Watanabe            | Japon           |                                |
| 5  | 5  | Takeshi Kamura           | Japon           |                                |
| 5  | 5  | Keigo Sonoda             | Japon           |                                |
| 6  | 7  | Lee Yang                 | Taipei chinois  |                                |
| 6  | 7  | Wang Chi-lin             | Taipei chinois  |                                |
| 7  | 8  | Choi Sol-gyu             | Corée du Sud    |                                |
| 7  | 8  | Seo Seung-jae            | Corée du Sud    |                                |
| 8  | 9  | Satwiksairaj Rankireddy  | Inde            |                                |
| 8  | 9  | Chirag Shetty            | Inde            |                                |
| 9  | 10 | Aaron Chia               | Malaisie        |                                |
| 9  | 10 | Soh Wooi Yik             | Malaisie        |                                |
| 10 | 11 | Kim Astrup               | Danemark        | Place continentale : Europe    |
| 10 | 11 | Anders Skaarup Rasmussen | Danemark        | Place continentale : Europe    |
| 11 | 15 | Mark Lamsfuß             | Allemagne       |                                |
| 11 | 15 | Marvin Seidel            | Allemagne       |                                |
| 12 | 18 | Vladimir Ivanov          | ROC             |                                |
| 12 | 18 | Ivan Sozonov             | ROC             |                                |
| 13 | 19 | Marcus Ellis             | Grande-Bretagne |                                |
| 13 | 19 | Chris Langridge          | Grande-Bretagne |                                |
| 14 | 32 | Jason Ho-shue            | Canada          | Place continentale : Amériques |
| 14 | 32 | Nyl Yakura               | Canada          | Place continentale : Amériques |
| 15 | 36 | Jelle Maas               | Pays-Bas        |                                |
| 15 | 36 | Robin Tabeling           | Pays-Bas        |                                |
| 16 | 44 | Godwin Olofua            | Nigeria         | Place continentale : Afrique   |
| 16 | 44 | Anuoluwapo Juwon Opeyori | Nigeria         | Place continentale : Afrique   |

| RQ | CM | Joueuses                 | Pays            | Commentaire                    |
| -- | -- | ------------------------ | --------------- | ------------------------------ |
| 1  | 1  | Yuki Fukushima           | Japon           | Place continentale : Asie      |
| 1  | 1  | Sayaka Hirota            | Japon           | Place continentale : Asie      |
| 2  | 2  | Chen Qingchen            | Chine           |                                |
| 2  | 2  | Jia Yifan                | Chine           |                                |
| 3  | 3  | Mayu Matsumoto           | Japon           |                                |
| 3  | 3  | Wakana Nagahara          | Japon           |                                |
| 4  | 4  | Lee So-hee               | Corée du Sud    |                                |
| 4  | 4  | Shin Seung-chan          | Corée du Sud    |                                |
| 5  | 5  | Kim So-yeong             | Corée du Sud    |                                |
| 5  | 5  | Kong Hee-yong            | Corée du Sud    |                                |
| 6  | 6  | Du Yue                   | Chine           |                                |
| 6  | 6  | Li Yinhui                | Chine           |                                |
| 7  | 7  | Greysia Polii            | Indonésie       |                                |
| 7  | 7  | Apriyani Rahayu          | Indonésie       |                                |
| 8  | 11 | Gabriela Stoeva          | Bulgarie        | Place continentale : Europe    |
| 8  | 11 | Stefani Stoeva           | Bulgarie        | Place continentale : Europe    |
| 9  | 12 | Jongkolphan Kititharakul | Thaïlande       |                                |
| 9  | 12 | Rawinda Prajongjai       | Thaïlande       |                                |
| 10 | 14 | Chow Mei Kuan            | Malaisie        |                                |
| 10 | 14 | Lee Meng Yean            | Malaisie        |                                |
| 11 | 15 | Maiken Fruergaard        | Danemark        |                                |
| 11 | 15 | Sara Thygesen            | Danemark        |                                |
| 12 | 16 | Chloe Birch              | Grande-Bretagne |                                |
| 12 | 16 | Lauren Smith             | Grande-Bretagne |                                |
| 13 | 17 | Selena Piek              | Pays-Bas        |                                |
| 13 | 17 | Cheryl Seinen            | Pays-Bas        |                                |
| 14 | 18 | Rachel Honderich         | Canada          | Place continentale : Amériques |
| 14 | 18 | Kristen Tsai             | Canada          | Place continentale : Amériques |
| 15 | 23 | Setyana Mapasa           | Australie       | Place continentale : Océanie   |
| 15 | 23 | Gronya Somerville        | Australie       | Place continentale : Océanie   |
| 16 | 40 | Doha Hany                | Égypte          | Place continentale : Afrique   |
| 16 | 40 | Hadia Hosny              | Égypte          | Place continentale : Afrique   |

| RQ | CM | Joueurs                 | Pays            | Commentaire                    |
| -- | -- | ----------------------- | --------------- | ------------------------------ |
| 1  | 1  | Zheng Siwei             | Chine           | Place continentale : Asie      |
| 1  | 1  | Huang Yaqiong           | Chine           | Place continentale : Asie      |
| 2  | 2  | Wang Yilyu              | Chine           |                                |
| 2  | 2  | Huang Dongping          | Chine           |                                |
| 3  | 3  | Dechapol Puavaranukroh  | Thaïlande       |                                |
| 3  | 3  | Sapsiree Taerattanachai | Thaïlande       |                                |
| 4  | 4  | Praveen Jordan          | Indonésie       |                                |
| 4  | 4  | Melati Daeva Oktavianti | Indonésie       |                                |
| 5  | 5  | Yuta Watanabe           | Japon           |                                |
| 5  | 5  | Arisa Higashino         | Japon           |                                |
| 6  | 6  | Seo Seung-jae           | Corée du Sud    |                                |
| 6  | 6  | Chae Yoo-jung           | Corée du Sud    |                                |
| 7  | 7  | Chan Peng Soon          | Malaisie        |                                |
| 7  | 7  | Goh Liu Ying            | Malaisie        |                                |
| 8  | 8  | Marcus Ellis            | Grande-Bretagne | Place continentale : Europe    |
| 8  | 8  | Lauren Smith            | Grande-Bretagne | Place continentale : Europe    |
| 9  | 10 | Tang Chun Man           | Hong Kong       |                                |
| 9  | 10 | Tse Ying Suet           | Hong Kong       |                                |
| 10 | 14 | Thom Gicquel            | France          |                                |
| 10 | 14 | Delphine Delrue         | France          |                                |
| 11 | 15 | Robin Tabeling          | Pays-Bas        |                                |
| 11 | 15 | Selena Piek             | Pays-Bas        |                                |
| 12 | 16 | Mark Lamsfuß            | Allemagne       |                                |
| 12 | 16 | Isabel Herttrich        | Allemagne       |                                |
| 13 | 17 | Mathias Christiansen    | Danemark        |                                |
| 13 | 17 | Alexandra Bøje          | Danemark        |                                |
| 14 | 31 | Joshua Hurlburt-Yu      | Canada          | Place continentale : Amériques |
| 14 | 31 | Josephine Wu            | Canada          | Place continentale : Amériques |
| 15 | 44 | Adham Hatem Elgamal     | Égypte          | Place continentale : Afrique   |
| 15 | 44 | Doha Hany               | Égypte          | Place continentale : Afrique   |
| 16 | 48 | Simon Leung             | Australie       | Place continentale : Océanie   |
| 16 | 48 | Gronya Somerville       | Australie       | Place continentale : Océanie   |